# Isneauville
Isneauville – miejscowość i gmina we Francji, w regionie Normandia, w departamencie Sekwana Nadmorska.
Według danych na rok 1990 gminę zamieszkiwało 2210 osób, a gęstość zaludnienia wynosiła 270 osób/km² (wśród 1421 gmin Górnej Normandii Isneauville plasuje się na 104. miejscu pod względem liczby ludności, natomiast pod względem powierzchni na miejscu 451.).